# 小行星9344
小行星9344（英語：9344 Klopstock）是一颗围绕太阳公转的小行星。1991年9月12日，佛蒙特·伯根在陶腾堡发现了此天体。
这颗小行星的绝对星等为156.73754等。